# 1mdc
1mdc est une ancienne e-devise ou devise or numérique (DON) lancée en 2001 et disparue en 2007. Les deux noms employés pour désigner cette e-devise étaient 1mdc (ou 1mdcGrams) et FastGrams (FGM). L'e-devise 1mdc était convertible à 100 % en or et cela en tout temps. 1mdc était un simple compte e-gold collectif dans lequel les utilisateurs de cette e-devise transféraient leurs fonds grâce à un logiciel pour DONs : ISL DG Pak.
L'or de 1mdc est le même que celui d'e-gold et relève par conséquent des mêmes compagnies et lieux de stockage.
Pour alimenter son compte 1mdc, il est nécessaire de recourir à un échangeur destiné à l'arbitrage de cette e-devise.
Cette Devise Or Numérique - ou DON - a été créée en 2001 par JP May.
1mdc a gelé les comptes à la suite d'une décision d'un tribunal américain du 27 avril 2007.